# Portail CSAM
 (octobre 2023).
La mise en forme du texte ne suit pas les recommandations de Wikipédia : il faut le « wikifier ».
Les points d'amélioration suivants sont les cas les plus fréquents. Le détail des points à revoir est peut-être précisé sur la page de discussion.
- Les titres sont pré-formatés par le logiciel. Ils ne sont ni en capitales, ni en gras.
- Le texte ne doit pas être écrit en capitales (les noms de famille non plus), ni en gras, ni en italique, ni en « petit »…
- Le gras n'est utilisé que pour surligner le titre de l'article dans l'introduction, une seule fois.
- L'italique est rarement utilisé : mots en langue étrangère, titres d'œuvres, noms de bateaux, etc.
- Les citations ne sont pas en italique mais en corps de texte normal. Elles sont entourées par des guillemets français : « et ».
- Les listes à puces sont à éviter, des paragraphes rédigés étant largement préférés. Les tableaux sont à réserver à la présentation de données structurées (résultats, etc.).
- Les appels de note de bas de page (petits chiffres en exposant, introduits par l'outil «  Source ») sont à placer entre la fin de phrase et le point final[comme ça].
- Les liens internes (vers d'autres articles de Wikipédia) sont à choisir avec parcimonie. Créez des liens vers des articles approfondissant le sujet. Les termes génériques sans rapport avec le sujet sont à éviter, ainsi que les répétitions de liens vers un même terme.
- Les liens externes sont à placer uniquement dans une section « Liens externes », à la fin de l'article. Ces liens sont à choisir avec parcimonie suivant les règles définies. Si un lien sert de source à l'article, son insertion dans le texte est à faire par les notes de bas de page.
- La présentation des références doit suivre les conventions bibliographiques. Il est recommandé d'utiliser les modèles {{Ouvrage}}, {{Chapitre}}, {{Article}}, {{Lien web}} et/ou {{Bibliographie}}. Le mode d'édition visuel peut mettre en forme automatiquement les références.
- Insérer une infobox (cadre d'informations à droite) n'est pas obligatoire pour parachever la mise en page.

Pour une aide détaillée, merci de consulter Aide:Wikification.
Si vous pensez que ces points ont été résolus, vous pouvez retirer ce bandeau et améliorer la mise en forme d'un autre article.
Pour les articles homonymes, voir CSAM.
Le Portail CSAM ou CSAM est un ensemble de conventions, règles et services destinés à organiser la gestion des identités et des accès au sein de l'e-government belge au service des entreprises publiques et privées.

## Contexte belge
Les agences gouvernementales proposent désormais des services en ligne aux citoyens et aux entreprises tels que:
- Services d’e-administration des municipalités
- Déclaration multifonctionnelle de sécurité sociale pour les employeurs
- Tax-on-web
- eHealth
- Gestion des amendes
- Forem...

Ce système est géré par l'ancien Service public fédéral Technologie de l'information et de la communication, Fedict devenu BOSA (SPF Stratégie et Appui BOSA) et est relié au système européen eIDAS.
En Belgique, cette opportunité de carte d’identité électronique (eID) a été utilisée pour obtenir une clé physique permettant de s’inscrire et de s’authentifier sur un portail fédéral et de traduire la solution générique CSAM en une interface gouvernementale électronique nationale interfaçant avec la plupart des administrations du pays et certaines organisations à but non lucratif.
Récemment, en 2017, une association bancaire a fondé itsme  derrière la société Belgian Mobile ID et propose d’utiliser une application mobile pour l’authentification. D’autres méthodes sont également proposées.
Une clé numérique supplémentaire avait été prévue en 2022 mais a été temporairement retirée du service à la suite d'un rapport du CCB (Center for CyberSecurity Belgium) et il est prévu pour 2024 de lui adjoindre un Digital Wallet (MyGov.be),.

## Niveaux de sécurité
Il existe 3 niveaux d’authentification représentant un niveau de sécurité (‘LOA’) qui est parallèle à une qualité de niveau d'identification de la personne (IAL):
- Élevé: eID et itsme, activable uniquement à partir d'une moyen dérivé d'une source authentique( Registre National des Citoyens et Résidents)
- Substantiel: Courrier électronique, application sécurisée pour smartphone Android/IOS et SMS plus Certificats Commerciaux et Token, pour les niveaux substantiels activables par des méthodes vérifiées mais non-authentiques
- Faible: Login/Mot de passe (utilisation limitée), c'est le niveau bas, souvent utilisé seulement pour démarrer la fondation d'une identité

Les certificats commerciaux et les Token sont abandonnés début au 31/01/2024.

## Utilisations de CSAM
Voici les utilisations principales du portail d'authentification :
- Identification
- Authentification
- Autorisation
- Gestion des rôles (via RMA)[6].

## Liens
- CSAM, la porte d’accès aux services de l'État
- Centre d'aide à l'utilisation de CSAM par les entreprises et les particuliers
- Federal Authentication Service (FAS)